# Björinge
Björinge este o arie protejată (arie specială de conservare — SAC, sit de importanță comunitară — SCI) din Suedia întinsă pe o suprafață de 32,7 ha, integral pe uscat.

## Localizare
Centrul sitului Björinge este situat la coordonatele 59°59′26″N 18°30′51″E / 59.9905°N 18.5142°E.

## Înființare
Situl Björinge a fost declarat sit de importanță comunitară în ianuarie 1997 pentru a proteja 1 specie de plante. Situl a fost protejat și ca arie specială de conservare în martie 2011.

## Biodiversitate
Situată în ecoregiunea boreală, aria protejată conține 2 habitate naturale: Taiga vestică, Mlaștini turboase de tranziție și turbării mișcătoare.
La baza desemnării sitului se află o specie protejată de  plante: Buxbaumia viridis.